# کوین رودریگز
کوین رودریگز (انگلیسی: Kévin Rodrigues؛ زادهٔ ۵ مارس ۱۹۹۴) بازیکن فوتبال اهل فرانسه است.
از باشگاه‌هایی که در آن بازی کرده‌است می‌توان به باشگاه فوتبال دیژون، باشگاه فوتبال تولوز و باشگاه فوتبال رئال سوسیداد اشاره کرد.
وی همچنین سابقه ۱ بازی برای تیم ملی فوتبال پرتغال در کارنامه دارد.